# Keisuke Honda
Keisuke Honda (本田 圭佑?, Honda Keisuke; Settsu, 13 giugno 1986) è un allenatore di calcio ed ex calciatore giapponese, di ruolo centrocampista. Nel 2011, con la nazionale nipponica, si è laureato campione d'Asia.

## Biografia
Suo fratello maggiore Hiroyuki, prima di diventare procuratore di Keisuke, è stato un calciatore, mentre il pro zio Daisaburo era un canoista che ha rappresentato il Giappone ai Giochi olimpici di Tokyo nel 1964. Il figlio di Daisaburo, Tamon, ha partecipato tre volte ai Giochi olimpici nella lotta libera (1984, 1988 e 1992) e poi è diventato un wrestler professionista. L'8 agosto 2015 tramite la società di famiglia Honda Estilo, acquista per 3 milioni di euro il club austriaco SV Horn divenendone presidente.
Keisuke nel luglio del 2008 ha sposato una maestra d'asilo, di nome Misako, con la quale ha avuto un figlio nel 2012.

## Caratteristiche tecniche
Honda era un giocatore duttile in grado di ricoprire più ruoli offensivi. Mancino naturale e forte fisicamente, pur non essendo dotato di grande velocità, sapeva sfruttare gli spazi e inserirsi palla al piede ed era in possesso di un tiro forte e preciso anche dalla distanza. Era inoltre abile nel possesso palla e nei passaggi ai compagni oltre che temibile nelle punizioni, in particolare quelle calciate ad effetto.
Secondo Alberto Zaccheroni, suo allenatore in Nazionale, Honda «ha personalità [...] ed è un giapponese atipico, perché [...] ha forza fisica e regge il contrasto meglio degli altri».

## Carriera

### Giocatore

#### Club

##### Esordi e Nagoya Grampus Eight
Nato a Settsu, Prefettura di Osaka, Honda ha iniziato a giocare a calcio con il club locale del Settsu FC per poi entrare a far parte della squadra dei Gamba Osaka junior, club che non lo ha mai promosso in prima squadra. È quindi entrato alla Seiryō High School e ha cominciato a giocare per il club della scuola, con cui ha raggiunto la semifinale del campionato nazionale delle scuole superiori per la prima volta.
In seguito è riuscito a trovare spazio nei Nagoya Grampus Eight contemporaneamente all'impiego di giocatore per il suo liceo: ha infatti giocato una partita di Coppa dell'Imperatore con il Nagoya ancora studente. Dopo il diploma, nel 2005, è diventato stabilmente giocatore del Nagoya Grampus Eight con cui ha esordito in J. League Division 1 realizzando un assist e terminando la prima stagione con 31 presenze e 2 gol all'attivo in campionato. La stagione seguente ha invece realizzato 6 gol in campionato (massimo personale nel campionato giapponese) e altri 2 in Coppa J. League, mentre nel 2007 ha totalizzato 30 presenze e 3 gol in J. League. In totale con la squadra giapponese Honda ha giocato 105 partite, mettendo a segno 13 gol.

##### VVV-Venlo

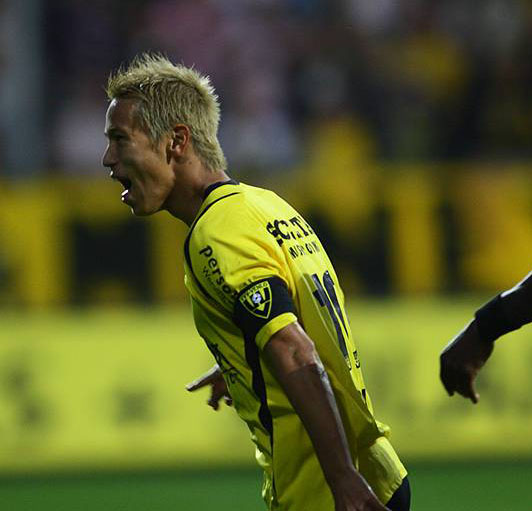
Honda esulta con la maglia del VVV-Venlo nel 2009

Il 16 gennaio 2008 ha firmato un accordo di due anni e mezzo con il VVV-Venlo, club olandese della Eredivisie.
Nei primi sei mesi nei Paesi Bassi ha giocato 14 gare in campionato più altre 3 nei play-off promozione/retrocessione che hanno visto l'ADO Den Haag battere la squadra di Venlo e decretarne la retrocessione in Eerste Divisie.
Successivamente Honda ha dato un contributo fondamentale per il ritorno nella massima serie, con 16 gol in 36 presenze, tanto da venire nominato miglior giocatore della Eerste Divisie.
Tra i tifosi del VVV-Venlo, con cui in totale ha disputato 74 partite segnando 26 gol, si è guadagnato il soprannome di "Imperatore Keisuke" (in olandese Keizer Keisuke).

##### CSKA Mosca

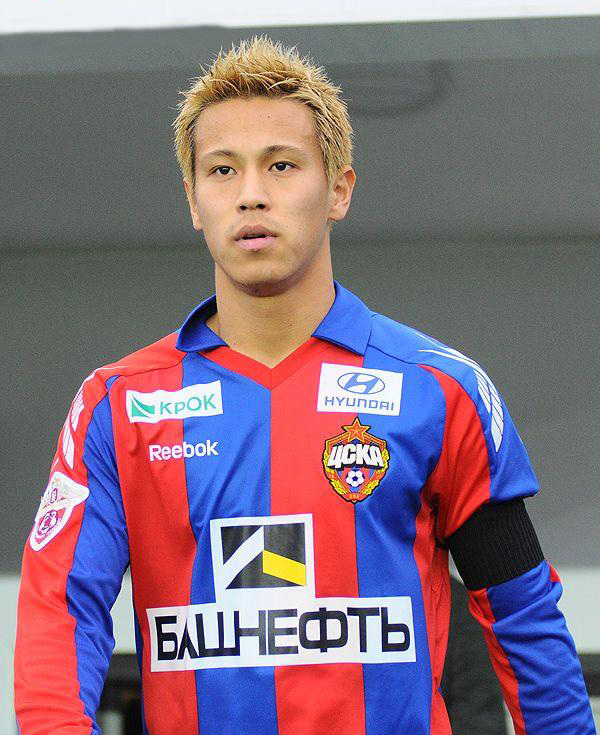
Honda con la maglia del CSKA Mosca nel 2010

Nel gennaio 2010 Honda ha firmato un contratto di quattro anni con la squadra russa del CSKA Mosca, che lo ha pagato 6 milioni di euro. Ha fatto il suo debutto per il CSKA Mosca in UEFA Champions League contro il Siviglia. Nella gara di ritorno a Siviglia ha segnato su calcio di punizione il gol della vittoria la propria squadra, dopo aver contribuito anche al gol di Tomáš Necid. Questo 2-1 (3-2 complessivo) ha assicurato la vittoria che ha portato la squadra ai quarti di finale, poi persi contro l'Inter. Ha concluso la prima stagione a Mosca con all'attivo 40 presenze e 6 gol.
L'anno seguente con la squadra della capitale russa ha vinto la Coppa di Russia, trofeo che ha conquistato anche nel 2012-2013 (3 presenze e un gol) unitamente al campionato nazionale (23 partite e 7 reti). Nel luglio 2013 ha vinto la Supercoppa di Russia (dopo averla persa nel 2010 e nel 2011) segnando una doppietta nel 3-0 contro lo Zenit.
Nei quattro anni trascorsi al CSKA Mosca ha giocato 127 gare nelle quali ha segnato 28 gol e realizzato 29 assist.

##### Milan

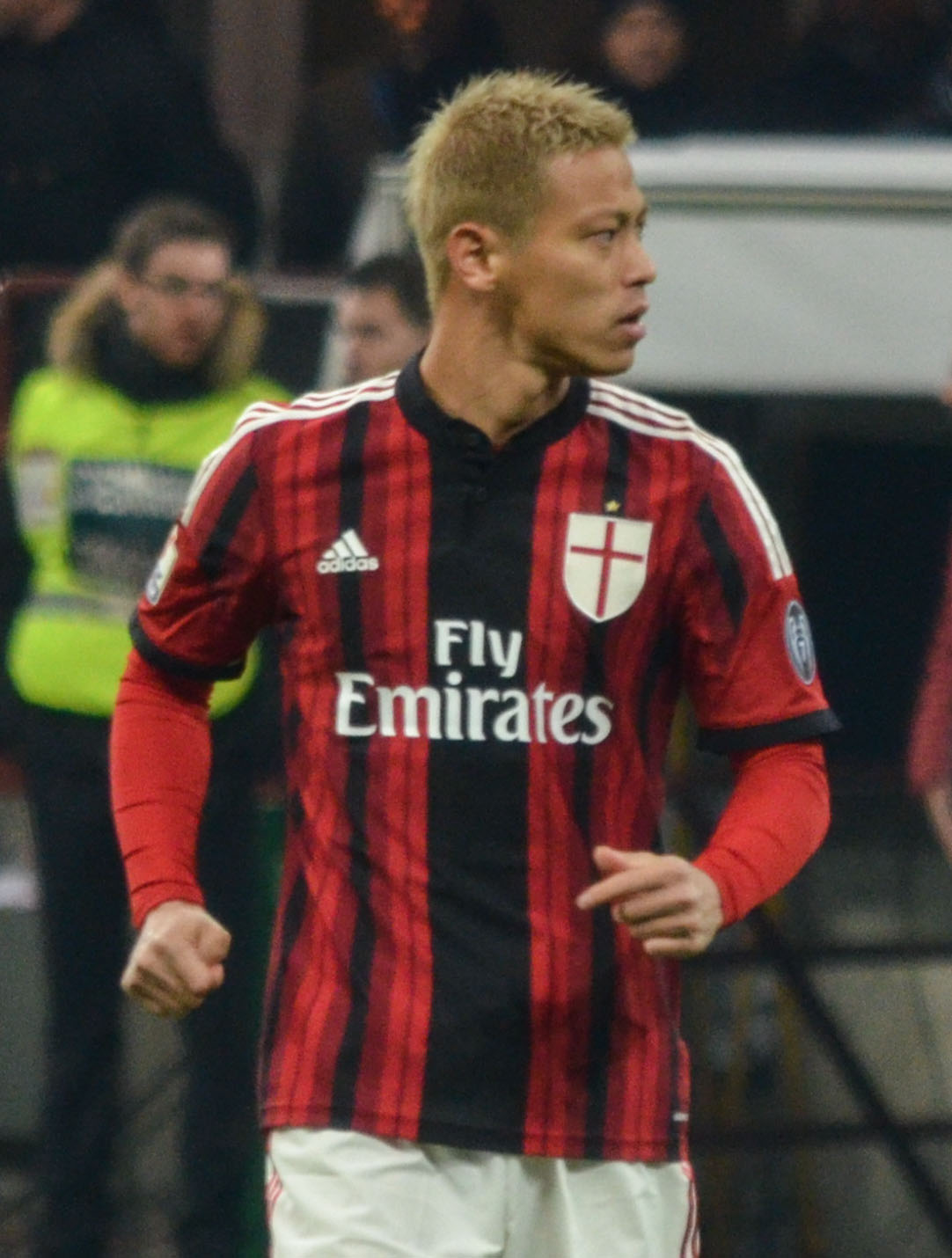
Honda con la maglia del Milan nel 2015

Rimasto svincolato dal CSKA Mosca alla fine del 2013, ha trovato un accordo di tre anni e mezzo, fino al 30 giugno 2017, con la società italiana del Milan, valido a partire dal 3 gennaio 2014. Sceglie di indossare la maglia numero 10. Ha esordito con la maglia rossonera il 12 gennaio 2014, subentrando a Robinho in occasione della partita persa per 4-3 contro il Sassuolo, nella quale ha anche colpito un palo. Ha segnato il suo primo gol con la maglia rossonera il 15 gennaio seguente, nella partita di Coppa Italia contro lo Spezia vinta dal Milan per 3-1, mentre ha realizzato la sua prima rete in Serie A il 7 aprile 2014 in occasione dell'incontro in trasferta contro il Genoa, vinto per 2-1.
Il 31 agosto 2014 ha segnato il suo primo gol nella stagione 2014-2015, nel corso del debutto in campionato contro la Lazio a San Siro (3-1). Il 19 ottobre 2014 ha siglato la sua prima doppietta con la maglia rossonera nell'1-3 con cui il Milan ha sconfitto l'Hellas Verona al Bentegodi, rendendosi protagonista di un ottimo inizio di torneo, con 6 reti in 7 partite. Nella stagione 2014-2015, in totale, ha collezionato 6 gol in 30 presenze.
Ha realizzato il primo gol stagionale del Milan anche nell'annata seguente, segnando il primo dei due gol che hanno consentito alla squadra rossonera di vincere, il 17 agosto 2015 a San Siro contro il Perugia, il terzo turno preliminare di Coppa Italia. Dopo una prima parte di stagione in cui ha faticato a entrare nei meccanismi del gioco voluto dal nuovo allenatore Siniša Mihajlović, finendo spesso in panchina, ha conquistato stabilmente il posto da titolare venendo schierato nella posizione, per lui inedita, di ala destra. Il 14 febbraio 2016 è tornato a segnare in Serie A dopo quasi un anno e mezzo, nella vittoria per 2-1 contro il Genoa a San Siro.
Nella stagione successiva, con l'avvento in panchina di Vincenzo Montella, Honda ha trovato sempre meno spazio nell'undici titolare rossonero, finendo ai margini della rosa. Il 21 maggio 2017, entrato nel secondo tempo dopo mesi di assenza dal campo da gioco, ha segnato un gol su punizione contro il Bologna nella partita vinta per 3-0 dai rossoneri e che ha garantito aritmeticamente la qualificazione del Milan all'Europa League.

##### Pachuca e Melbourne Victory
Il 14 luglio 2017, dopo essersi svincolato dai rossoneri, firma per i messicani del Pachuca.
Il 6 agosto 2018 passa agli australiani del Melbourne Victory. Dopo 20 presenze e 7 gol dal 30 giugno 2019 è svincolato e dopo due settimane torna ad allenarsi con il VVV-Venlo.

##### Vitesse e Botafogo
Il 6 novembre 2019 firma un contratto fino a giugno 2020 col Vitesse dopo essersi allenato già qualche giorno con la squadra olandese. Debutta da titolare il 24 novembre nella sconfitta per 2-1 con lo Sparta Rotterdam. Il 23 dicembre, dopo sole 4 partite giocate, annuncia l'addio al club di Arnhem visti i diversi problemi societari e il 31 gennaio 2020 si lega al Botafogo. Debutta con il club brasiliano il 15 marzo in occasione dell'1-1 contro il Bangu, segnando su rigore il gol del provvisorio 1-0 della sua squadra; con questo è diventato il primo giapponese a giocare nel campionato brasiliano.

##### Neftchi Baku
Il 15 marzo 2021 firma un contratto fino al termine della stagione con la squadra azera Neftçi Baku.

##### Suduva e ritiro
A settembre 2021 passa ai lituani del Sūduva, per poi andarsene a novembre dello stesso anno, per un totale di due mesi. Il 1º gennaio 2022 si ritirerà ufficialmente dal calcio giocato.

##### Paro
Dopo una pausa di 2 anni dal calcio e l'assunzione di incarichi dirigenziali, il Paro FC, squadra della Bhutan Premier League, ha annunciato il ritorno di Honda al calcio professionistico il 29 luglio 2023. Si è unito al Paro inizialmente con un contratto di una partita, per giocare nei playoff dell'AFC Challenge League contro la squadra nepalese Church Boys United, e successivamente ha esordito in campionato alla prima giornata, l'8 agosto 2024, nella partita vinta 2-1 contro lo Tsirang. Il 14 ottobre 2024 annuncia che tornerà a giocare con la maglia del Paro per un'altra partita, il 20 ottobre dello stesso anno, contro il Thimphu City valevole per la Bhutan Premier League. Nella partita segna il suo primo gol con questa maglia su rigore al 35', incontro terminato 2-2 grazie a una sua doppietta.

#### Nazionale

##### Giovanili ed esordio in Nazionale maggiore
Ha fatto parte della rosa della nazionale Under-20 giapponese durante il Mondiale Under-20 2005 e nel 2007 della nazionale Under-23, che ha guadagnato la qualificazione ai Giochi della XXIX Olimpiade. Il 16 maggio 2007, durante un incontro valevole come qualificazione per il torneo olimpico contro Hong Kong, ha segnato un gol su punizione definito "alla Holly & Benji", dando un vistosissimo effetto alla palla. Durante il torneo olimpico, invece, ha giocato tutte le tre partite della nazionale olimpica.
Ha debuttato in nazionale maggiore il 22 giugno 2008 in una gara di qualificazione mondiale contro il Bahrein. Ha segnato il suo primo gol per il Giappone in una gara amichevole contro il Cile, il 27 maggio 2009, allo Stadio Nagai di Osaka.

##### Mondiale 2010

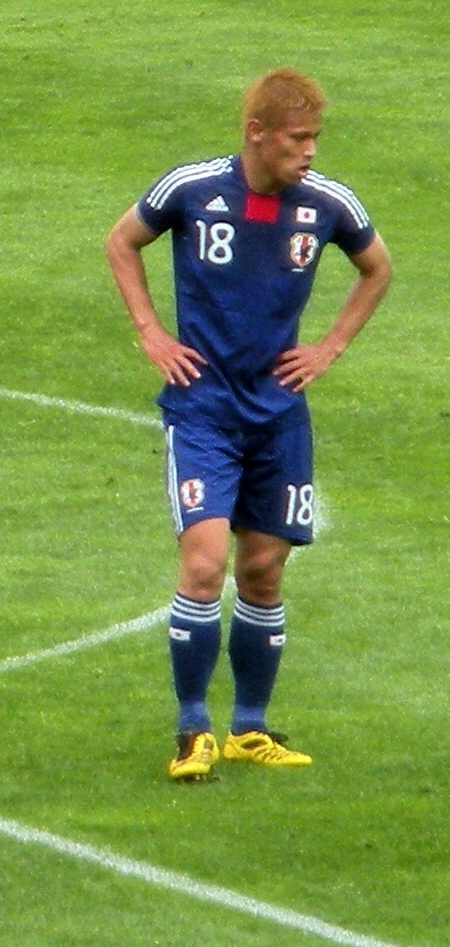
Honda con la maglia della nazionale giapponese

Ha fatto parte della selezione nipponica a Sudafrica 2010, dove è stato impiegato come centravanti (nello specifico come "falso nove"). Ha segnato nella prima partita contro il Camerun contribuendo alla vittoria finale per 1-0, la prima della Nazionale giapponese in Coppa del Mondo in terra straniera. In seguito, nella partita disputata il 24 giugno 2010 contro la Danimarca, si è reso protagonista nella partita vinta dal Giappone per 3-1, segnando un gol su punizione da oltre 30 metri e fornendo un assist portando così la squadra agli ottavi di finale, dove poi è stata eliminata ai rigori dal Paraguay. Honda ha segnato l'ultimo dei quattro rigori calciati dai giapponesi.

##### Coppa d'Asia 2011
Nel gennaio 2011 è stato inserito nella rosa partecipante alla Coppa d'Asia sotto la guida dell'italiano Alberto Zaccheroni. Nella prima partita contro la Siria ha realizzato un rigore contribuendo alla vittoria del Giappone per 2-1. Nella semifinale contro la Corea del Sud, invece, si è guadagnato un rigore che gli è stato poi parato dal portiere avversario Jung Sung-ryong. Ciononostante, nei rigori finali della partita (terminata 2-2) è riuscito a segnare, venendo eletto anche "migliore in campo". A fine competizione, vinta dal Giappone per la quarta volta, è stato eletto miglior giocatore del torneo.

##### Confederations Cup 2013 e Mondiale 2014
Honda ha saltato la maggior parte delle partite del terzo turno di qualificazione ai Mondiali 2014 per un infortunio. Durante il quarto turno di qualificazione, il 3 giugno 2012, nella prima partita del Giappone nel Gruppo B contro l'Oman, ha segnato con un tiro al volo dopo 12 minuti di gioco; la partita è finita 3-0 per i nipponici. Ha continuato a segnare anche contro la Giordania l'8 giugno 2012, realizzando una tripletta e contribuendo alla vittoria per 6-0 del Giappone. Inoltre ha svolto un ruolo cruciale durante il pareggio per 1-1 con l'Australia il 12 giugno 2012, fornendo un assist per il gol di Yūzō Kurihara.
Ha saltato alcune partite amichevoli e una partita di qualificazione per un altro infortunio occorso con il CSKA Mosca. È stato quindi richiamato per la partita decisiva contro l'Australia, il 4 giugno 2013, in cui ha segnato il rigore decisivo dell'1-1 durante i minuti di recupero, regalando la qualificazione ai Mondiali in Brasile alla nazionale giapponese.
Avendo vinto la Coppa d'Asia, il Giappone ha guadagnato il diritto di partecipare alla Confederations Cup 2013 in Brasile, dove Honda ha fatto parte della rosa scelta da Zaccheroni. Dopo aver perso la prima partita (0-3) contro la nazionale brasiliana padrona di casa, ha incontrato l'Italia, realizzando il rigore del momentaneo 2-0 del Giappone; la partita terminerà 4-3 per gli azzurri, estromettendo la nazionale nipponica dal torneo.
Ha iniziato la fase finale del Mondiale 2014 in Brasile disputando da titolare la prima partita della fase a gironi contro la Costa d'Avorio, nella quale ha segnato il gol del momentaneo vantaggio del Giappone; la gara è poi stata vinta per 2-1 dalla squadra africana. Grazie a questa rete, la terza in una Coppa del Mondo, Honda è diventato anche il miglior marcatore giapponese in un Mondiale. È sceso in campo, sempre come titolare, anche nella seconda partita, pareggiata per 0-0 contro la Grecia, nella quale è stato eletto migliore in campo, e nella terza ed ultima gara persa per 4-1 contro la Colombia, in cui il giapponese ha servito l'assist al suo compagno di squadra Shinji Okazaki.

##### Mondiale 2018 e ritiro
Entrato a far parte della rosa dei ventitré convocati scelti dal CT Nishino per i Campionati del mondo in Russia del 2018, grazie alla rete segnata il 24 giugno al Senegal Honda è diventato il primo calciatore giapponese ad aver segnato un gol in tre edizioni dei Mondiali consecutive. È diventato inoltre il migliore marcatore asiatico nella storia della competizione, avendo siglato 4 reti in 9 presenze complessive, tra il 2010 e il 2018. Al termine della competizione, lascia la nazionale nipponica, con cui ha racimolato 98 presenze e 37 gol.

### Allenatore
Il 12 agosto 2018 firma un contratto biennale part-time con la Cambogia. Il suo debutto avviene il 10 settembre 2018, nella partita persa contro la Malesia per 3-1.
L'11 maggio 2023, dopo 5 anni come allenatore, si dimette da CT della Cambogia, dopo aver allenato anche l'Under-22 e l'Under-23.

## Statistiche

### Presenze e reti nei club
Statistiche aggiornate al 20 ottobre 2021.
| Stagione                    | Squadra                     | Campionato                  | Campionato | Campionato | Coppe nazionali | Coppe nazionali | Coppe nazionali | Coppe continentali | Coppe continentali | Coppe continentali | Altre coppe | Altre coppe | Altre coppe | Totale | Totale |
| Stagione                    | Squadra                     | Comp                        | Pres       | Reti       | Comp            | Pres            | Reti            | Comp               | Pres               | Reti               | Comp        | Pres        | Reti        | Pres   | Reti   |
| --------------------------- | --------------------------- | --------------------------- | ---------- | ---------- | --------------- | --------------- | --------------- | ------------------ | ------------------ | ------------------ | ----------- | ----------- | ----------- | ------ | ------ |
| 2004                        | Nagoya Grampus Eight        | J1                          | 0          | 0          | CI              | 1               | 0               | -                  | -                  | -                  | -           | -           | -           | 1      | 0      |
| 2005                        | Nagoya Grampus Eight        | J1                          | 31         | 2          | CI+CJL          | 2+2             | 0               | -                  | -                  | -                  | -           | -           | -           | 35     | 2      |
| 2006                        | Nagoya Grampus Eight        | J1                          | 29         | 6          | CI+CJL          | 1+4             | 0+2             | -                  | -                  | -                  | -           | -           | -           | 34     | 8      |
| 2007                        | Nagoya Grampus Eight        | J1                          | 30         | 3          | CI+CJL          | 2+3             | 0               | -                  | -                  | -                  | -           | -           | -           | 35     | 3      |
| Totale Nagoya Grampus Eight | Totale Nagoya Grampus Eight | Totale Nagoya Grampus Eight | 90         | 11         |                 | 15              | 2               |                    | -                  | -                  |             | -           | -           | 105    | 13     |
| gen.-giu. 2008              | VVV-Venlo                   | ED                          | 14+3       | 2+0        | -               | -               | -               | -                  | -                  | -                  | -           | -           | -           | 17     | 2      |
| 2008-2009                   | VVV-Venlo                   | 1D                          | 36         | 16         | CO              | 1               | 0               | -                  | -                  | -                  | -           | -           | -           | 37     | 16     |
| 2009-gen. 2010              | VVV-Venlo                   | ED                          | 18         | 6          | CO              | 2               | 2               | -                  | -                  | -                  | -           | -           | -           | 20     | 8      |
| Totale VVV-Venlo            | Totale VVV-Venlo            | Totale VVV-Venlo            | 68+3       | 24+0       |                 | 3               | 2               |                    | -                  | -                  |             | -           | -           | 74     | 26     |
| 2010                        | CSKA Mosca                  | PL                          | 28         | 4          | CR              | 1               | 0               | UCL+UEL            | 4+6                | 1+1                | SR          | 1           | 0           | 40     | 6      |
| 2011-2012                   | CSKA Mosca                  | PL                          | 25         | 8          | CR+CR           | 4+1             | 0               | UEL+UCL            | 2+1                | 0                  | SR          | 1           | 0           | 34     | 8      |
| 2012-2013                   | CSKA Mosca                  | PL                          | 23         | 7          | CR              | 3               | 1               | UEL                | 2                  | 1                  | -           | -           | -           | 28     | 9      |
| 2013-gen. 2014              | CSKA Mosca                  | PL                          | 18         | 1          | CR              | 0               | 0               | UCL                | 6                  | 2                  | SR          | 1           | 2           | 25     | 5      |
| Totale CSKA Mosca           | Totale CSKA Mosca           | Totale CSKA Mosca           | 94         | 20         |                 | 9               | 1               |                    | 21                 | 5                  |             | 3           | 2           | 127    | 28     |
| gen.-giu. 2014              | Milan                       | A                           | 14         | 1          | CI              | 2               | 1               | UCL                | -                  | -                  | -           | -           | -           | 16     | 2      |
| 2014-2015                   | Milan                       | A                           | 29         | 6          | CI              | 1               | 0               | -                  | -                  | -                  | -           | -           | -           | 30     | 6      |
| 2015-2016                   | Milan                       | A                           | 30         | 1          | CI              | 7               | 1               | -                  | -                  | -                  | -           | -           | -           | 37     | 2      |
| 2016-2017                   | Milan                       | A                           | 8          | 1          | CI              | 1               | 0               | -                  | -                  | -                  | SI          | 0           | 0           | 9      | 1      |
| Totale Milan                | Totale Milan                | Totale Milan                | 81         | 9          |                 | 11              | 2               |                    | -                  | -                  |             | 0           | 0           | 92     | 11     |
| 2017-2018                   | Pachuca                     | PD                          | 17         | 5          | CM              | 5               | 3               | -                  | -                  | -                  | Cmc         | 2           | 0           | 24     | 8      |
| 2018-2019                   | Melbourne Victory           | AL                          | 18         | 7          | FFA             | 0               | 0               | AFC                | 4                  | 1                  |             | -           | -           | 21     | 8      |
| nov.-dic. 2019              | Vitesse                     | ED                          | 4          | 0          | CO              | 0               | 0               |                    | -                  | -                  |             | -           | -           | 4      | 0      |
| 2020                        | Botafogo                    | A/RJ+A                      | 4+18       | 1+2        | CB              | 5               | 0               | -                  | -                  | -                  | -           | -           | -           | 27     | 3      |
| mar.-giu. 2021              | Neftçi Baku                 | PL                          | 7          | 2          | AP              | 0               | 0               | -                  | -                  | -                  | -           | -           | -           | 7      | 2      |
| set.-nov. 2021              | Sūduva                      | A                           | 6          | 1          | LT              | 0               | 0               | -                  | -                  | -                  | -           | -           | -           | 6      | 1      |
| ago.-ott. 2024              | Paro                        | BPL                         | 2          | 2          | -               | -               | -               | ACL                | 1                  | 0                  | -           | -           | -           | 3      | 2      |
| Totale carriera             | Totale carriera             | Totale carriera             | 411        | 83         |                 | 48              | 10              |                    | 26                 | 6                  |             | 5           | 2           | 489    | 102    |

### Cronologia presenze e reti in nazionale
| Cronologia completa delle presenze e delle reti in nazionale ― Giappone | Cronologia completa delle presenze e delle reti in nazionale ― Giappone | Cronologia completa delle presenze e delle reti in nazionale ― Giappone | Cronologia completa delle presenze e delle reti in nazionale ― Giappone | Cronologia completa delle presenze e delle reti in nazionale ― Giappone | Cronologia completa delle presenze e delle reti in nazionale ― Giappone | Cronologia completa delle presenze e delle reti in nazionale ― Giappone | Cronologia completa delle presenze e delle reti in nazionale ― Giappone |
| Data                                                                    | Città                                                                   | In casa                                                                 | Risultato                                                               | Ospiti                                                                  | Competizione                                                            | Reti                                                                    | Note                                                                    |
| ----------------------------------------------------------------------- | ----------------------------------------------------------------------- | ----------------------------------------------------------------------- | ----------------------------------------------------------------------- | ----------------------------------------------------------------------- | ----------------------------------------------------------------------- | ----------------------------------------------------------------------- | ----------------------------------------------------------------------- |
| 22-6-2008                                                               | Saitama                                                                 | Giappone                                                                | 1 – 0                                                                   | Bahrein                                                                 | Qual. Mondiali 2010                                                     | -                                                                       | 19’ 80’                                                                 |
| 28-1-2009                                                               | Riffa                                                                   | Bahrein                                                                 | 1 – 0                                                                   | Giappone                                                                | Qual. Coppa d'Asia 2011                                                 | -                                                                       | 63’                                                                     |
| 27-5-2009                                                               | Osaka                                                                   | Giappone                                                                | 4 – 0                                                                   | Cile                                                                    | Amichevole                                                              | 1                                                                       |                                                                         |
| 31-5-2009                                                               | Tokyo                                                                   | Giappone                                                                | 4 – 0                                                                   | Belgio                                                                  | Amichevole                                                              | -                                                                       | 46’                                                                     |
| 6-6-2009                                                                | Tashkent                                                                | Uzbekistan                                                              | 0 – 1                                                                   | Giappone                                                                | Qual. Mondiali 2010                                                     | -                                                                       | 66’                                                                     |
| 10-6-2009                                                               | Yokohama                                                                | Giappone                                                                | 1 – 1                                                                   | Qatar                                                                   | Qual. Mondiali 2010                                                     | -                                                                       | 81’                                                                     |
| 5-9-2009                                                                | Enschede                                                                | Paesi Bassi                                                             | 3 – 0                                                                   | Giappone                                                                | Amichevole                                                              | -                                                                       | 46’                                                                     |
| 9-9-2009                                                                | Utrecht                                                                 | Giappone                                                                | 4 – 3                                                                   | Ghana                                                                   | Amichevole                                                              | -                                                                       | 69’                                                                     |
| 10-10-2009                                                              | Yokohama                                                                | Giappone                                                                | 2 – 0                                                                   | Scozia                                                                  | Amichevole                                                              | 1                                                                       |                                                                         |
| 14-10-2009                                                              | Rifu                                                                    | Giappone                                                                | 5 – 0                                                                   | Togo                                                                    | Amichevole                                                              | 1                                                                       | 46’                                                                     |
| 14-11-2009                                                              | Port Elizabeth                                                          | Sudafrica                                                               | 0 – 0                                                                   | Giappone                                                                | Amichevole                                                              | -                                                                       | 59’                                                                     |
| 3-3-2010                                                                | Toyota                                                                  | Giappone                                                                | 0 – 0                                                                   | Bahrein                                                                 | Qual. Coppa d'Asia 2011                                                 | 1                                                                       |                                                                         |
| 24-5-2010                                                               | Saitama                                                                 | Giappone                                                                | 0 – 2                                                                   | Corea del Sud                                                           | Amichevole                                                              | -                                                                       | 72’                                                                     |
| 30-5-2010                                                               | Graz                                                                    | Giappone                                                                | 1 – 2                                                                   | Inghilterra                                                             | Amichevole                                                              | -                                                                       |                                                                         |
| 4-6-2010                                                                | Sion                                                                    | Giappone                                                                | 0 – 2                                                                   | Costa d'Avorio                                                          | Amichevole                                                              | -                                                                       | 46’                                                                     |
| 14-6-2010                                                               | Bloemfontein                                                            | Giappone                                                                | 1 – 0                                                                   | Camerun                                                                 | Mondiali 2010 - 1º turno                                                | 1                                                                       |                                                                         |
| 19-6-2010                                                               | Durban                                                                  | Paesi Bassi                                                             | 1 – 0                                                                   | Giappone                                                                | Mondiali 2010 - 1º turno                                                | -                                                                       |                                                                         |
| 24-6-2010                                                               | Rustenburg                                                              | Danimarca                                                               | 1 – 3                                                                   | Giappone                                                                | Mondiali 2010 - 1º turno                                                | 1                                                                       |                                                                         |
| 29-6-2010                                                               | Pretoria                                                                | Paraguay                                                                | 0 – 0 dts (5 – 3 dtr)                                                   | Giappone                                                                | Mondiali 2010 - Ottavi di finale                                        | -                                                                       | 93’                                                                     |
| 4-9-2010                                                                | Yokohama                                                                | Giappone                                                                | 1 – 0                                                                   | Paraguay                                                                | Amichevole                                                              | -                                                                       | 78’                                                                     |
| 7-9-2010                                                                | Osaka                                                                   | Giappone                                                                | 2 – 1                                                                   | Guatemala                                                               | Amichevole                                                              | -                                                                       |                                                                         |
| 8-10-2010                                                               | Saitama                                                                 | Giappone                                                                | 1 – 0                                                                   | Argentina                                                               | Amichevole                                                              | -                                                                       |                                                                         |
| 12-10-2010                                                              | Seul                                                                    | Corea del Sud                                                           | 0 – 0                                                                   | Giappone                                                                | Amichevole                                                              | -                                                                       |                                                                         |
| 9-1-2011                                                                | Doha                                                                    | Giappone                                                                | 1 – 1                                                                   | Giordania                                                               | Coppa d'Asia 2011 - 1º turno                                            | -                                                                       | 90’                                                                     |
| 13-1-2011                                                               | Doha                                                                    | Siria                                                                   | 1 – 2                                                                   | Giappone                                                                | Coppa d'Asia 2011 - 1º turno                                            | 1                                                                       |                                                                         |
| 21-1-2011                                                               | Doha                                                                    | Giappone                                                                | 3 – 2                                                                   | Qatar                                                                   | Coppa d'Asia 2011 - Quarti                                              | -                                                                       |                                                                         |
| 25-1-2011                                                               | Doha                                                                    | Giappone                                                                | 2 – 2 dts (3 – 0 dtr)                                                   | Corea del Sud                                                           | Coppa d'Asia 2011 - Semifinale                                          | -                                                                       |                                                                         |
| 29-1-2011                                                               | Doha                                                                    | Australia                                                               | 0 – 1 dts                                                               | Giappone                                                                | Coppa d'Asia 2011 - Finale                                              | -                                                                       | 4º titolo                                                               |
| 1-6-2011                                                                | Niigata                                                                 | Giappone                                                                | 0 – 0                                                                   | Perù                                                                    | Amichevole                                                              | -                                                                       | 46’ 74’                                                                 |
| 7-6-2011                                                                | Yokohama                                                                | Giappone                                                                | 0 – 0                                                                   | Rep. Ceca                                                               | Amichevole                                                              | -                                                                       |                                                                         |
| 10-8-2011                                                               | Sapporo                                                                 | Giappone                                                                | 3 – 0                                                                   | Corea del Sud                                                           | Amichevole                                                              | 1                                                                       |                                                                         |
| 23-5-2012                                                               | Shizuoka                                                                | Giappone                                                                | 2 – 0                                                                   | Azerbaigian                                                             | Amichevole                                                              | -                                                                       | 74’                                                                     |
| 3-6-2012                                                                | Saitama                                                                 | Giappone                                                                | 3 – 0                                                                   | Oman                                                                    | Qual. Mondiali 2014                                                     | 1                                                                       |                                                                         |
| 8-6-2012                                                                | Saitama                                                                 | Giappone                                                                | 6 – 0                                                                   | Giordania                                                               | Qual. Mondiali 2014                                                     | 3                                                                       | 57’                                                                     |
| 12-6-2012                                                               | Brisbane                                                                | Australia                                                               | 1 – 1                                                                   | Giappone                                                                | Qual. Mondiali 2014                                                     | -                                                                       | 82’                                                                     |
| 15-8-2012                                                               | Sapporo                                                                 | Giappone                                                                | 1 – 1                                                                   | Venezuela                                                               | Amichevole                                                              | -                                                                       |                                                                         |
| 6-9-2012                                                                | Niigata                                                                 | Giappone                                                                | 1 – 0                                                                   | Emirati Arabi Uniti                                                     | Amichevole                                                              | -                                                                       | 63’                                                                     |
| 11-9-2012                                                               | Saitama                                                                 | Giappone                                                                | 1 – 0                                                                   | Iraq                                                                    | Qual. Mondiali 2014                                                     | -                                                                       |                                                                         |
| 16-10-2012                                                              | Breslavia                                                               | Giappone                                                                | 0 – 4                                                                   | Brasile                                                                 | Amichevole                                                              | -                                                                       |                                                                         |
| 14-11-2012                                                              | Mascate                                                                 | Oman                                                                    | 1 – 2                                                                   | Giappone                                                                | Qual. Mondiali 2014                                                     | -                                                                       |                                                                         |
| 6-2-2013                                                                | Kōbe                                                                    | Giappone                                                                | 3 – 0                                                                   | Lettonia                                                                | Amichevole                                                              | 1                                                                       | 62’                                                                     |
| 4-6-2013                                                                | Saitama                                                                 | Giappone                                                                | 1 – 1                                                                   | Australia                                                               | Qual. Mondiali 2014                                                     | 1                                                                       |                                                                         |
| 15-6-2013                                                               | Brasilia                                                                | Brasile                                                                 | 3 – 0                                                                   | Giappone                                                                | Conf. Cup 2013 - 1º turno                                               | -                                                                       | 88’                                                                     |
| 19-6-2013                                                               | Recife                                                                  | Italia                                                                  | 4 – 3                                                                   | Giappone                                                                | Conf. Cup 2013 - 1º turno                                               | 1                                                                       |                                                                         |
| 22-6-2013                                                               | Belo Horizonte                                                          | Giappone                                                                | 1 – 2                                                                   | Messico                                                                 | Conf. Cup 2013 - 1º turno                                               | -                                                                       |                                                                         |
| 14-8-2013                                                               | Rifu                                                                    | Giappone                                                                | 2 – 4                                                                   | Uruguay                                                                 | Amichevole                                                              | 1                                                                       |                                                                         |
| 6-9-2013                                                                | Osaka                                                                   | Giappone                                                                | 3 – 0                                                                   | Guatemala                                                               | Amichevole                                                              | 1                                                                       | 46’                                                                     |
| 10-9-2013                                                               | Yokohama                                                                | Giappone                                                                | 3 – 1                                                                   | Ghana                                                                   | Amichevole                                                              | 1                                                                       | 75’                                                                     |
| 11-10-2013                                                              | Novi Sad                                                                | Serbia                                                                  | 2 – 0                                                                   | Giappone                                                                | Amichevole                                                              | -                                                                       | 86’                                                                     |
| 15-10-2013                                                              | Minsk                                                                   | Bielorussia                                                             | 1 – 0                                                                   | Giappone                                                                | Amichevole                                                              | -                                                                       |                                                                         |
| 16-11-2013                                                              | Genk                                                                    | Paesi Bassi                                                             | 2 – 2                                                                   | Giappone                                                                | Amichevole                                                              | 1                                                                       |                                                                         |
| 19-11-2013                                                              | Bruxelles                                                               | Belgio                                                                  | 2 – 3                                                                   | Giappone                                                                | Amichevole                                                              | 1                                                                       | 67’                                                                     |
| 5-3-2014                                                                | Tokyo                                                                   | Giappone                                                                | 4 – 2                                                                   | Nuova Zelanda                                                           | Amichevole                                                              | -                                                                       |                                                                         |
| 27-5-2014                                                               | Saitama                                                                 | Giappone                                                                | 1 – 0                                                                   | Cipro                                                                   | Amichevole                                                              | -                                                                       |                                                                         |
| 2-6-2014                                                                | Tampa                                                                   | Costa Rica                                                              | 1 – 3                                                                   | Giappone                                                                | Amichevole                                                              | -                                                                       |                                                                         |
| 6-6-2014                                                                | Tampa                                                                   | Giappone                                                                | 4 – 3                                                                   | Zambia                                                                  | Amichevole                                                              | 2                                                                       |                                                                         |
| 14-6-2014                                                               | Recife                                                                  | Costa d'Avorio                                                          | 2 – 1                                                                   | Giappone                                                                | Mondiali 2014 - 1º turno                                                | 1                                                                       |                                                                         |
| 19-6-2014                                                               | Natal                                                                   | Giappone                                                                | 0 – 0                                                                   | Grecia                                                                  | Mondiali 2014 - 1º turno                                                | -                                                                       |                                                                         |
| 24-6-2014                                                               | Cuiabá                                                                  | Giappone                                                                | 1 – 4                                                                   | Colombia                                                                | Mondiali 2014 - 1º turno                                                | -                                                                       |                                                                         |
| 5-9-2014                                                                | Sapporo                                                                 | Giappone                                                                | 0 – 2                                                                   | Uruguay                                                                 | Amichevole                                                              | -                                                                       |                                                                         |
| 9-9-2014                                                                | Yokohama                                                                | Giappone                                                                | 2 – 2                                                                   | Venezuela                                                               | Amichevole                                                              | -                                                                       |                                                                         |
| 10-10-2014                                                              | Niigata                                                                 | Giappone                                                                | 1 – 0                                                                   | Giamaica                                                                | Amichevole                                                              | -                                                                       |                                                                         |
| 14-10-2014                                                              | Singapore                                                               | Giappone                                                                | 0 – 4                                                                   | Brasile                                                                 | Amichevole                                                              | -                                                                       | 46’                                                                     |
| 14-11-2014                                                              | Toyota                                                                  | Giappone                                                                | 6 – 0                                                                   | Honduras                                                                | Amichevole                                                              | 1                                                                       |                                                                         |
| 18-11-2014                                                              | Osaka                                                                   | Giappone                                                                | 2 – 1                                                                   | Australia                                                               | Amichevole                                                              | -                                                                       |                                                                         |
| 12-1-2015                                                               | Newcastle                                                               | Giappone                                                                | 4 – 0                                                                   | Palestina                                                               | Coppa d'Asia 2015 - 1º turno                                            | 1                                                                       |                                                                         |
| 16-1-2015                                                               | Brisbane                                                                | Iraq                                                                    | 0 – 1                                                                   | Giappone                                                                | Coppa d'Asia 2015 - 1º turno                                            | 1                                                                       | 90’                                                                     |
| 20-1-2015                                                               | Melbourne                                                               | Giappone                                                                | 2 – 0                                                                   | Giordania                                                               | Coppa d'Asia 2015 - 1º turno                                            | 1                                                                       |                                                                         |
| 23-1-2015                                                               | Sydney                                                                  | Giappone                                                                | 1 – 1 dts (4 – 5 dtr)                                                   | Emirati Arabi Uniti                                                     | Coppa d'Asia 2015 - Quarti di finale                                    | -                                                                       | Sbagliato                                                               |
| 27-3-2015                                                               | Oita                                                                    | Giappone                                                                | 2 – 0                                                                   | Tunisia                                                                 | Amichevole                                                              | 1                                                                       | 60’                                                                     |
| 31-3-2015                                                               | Tokyo                                                                   | Giappone                                                                | 5 – 1                                                                   | Uzbekistan                                                              | Amichevole                                                              | -                                                                       | 72’                                                                     |
| 11-6-2015                                                               | Yokohama                                                                | Giappone                                                                | 4 – 0                                                                   | Iraq                                                                    | Amichevole                                                              | 1                                                                       | 67’                                                                     |
| 16-6-2015                                                               | Saitama                                                                 | Giappone                                                                | 0 – 0                                                                   | Singapore                                                               | Qual. Mondiali 2018                                                     | -                                                                       |                                                                         |
| 3-9-2015                                                                | Saitama                                                                 | Giappone                                                                | 3 – 0                                                                   | Cambogia                                                                | Qual. Mondiali 2018                                                     | 1                                                                       | 84’                                                                     |
| 8-9-2015                                                                | Teheran                                                                 | Afghanistan                                                             | 0 – 6                                                                   | Giappone                                                                | Qual. Mondiali 2018                                                     | 1                                                                       |                                                                         |
| 8-10-2015                                                               | Seeb                                                                    | Siria                                                                   | 0 – 3                                                                   | Giappone                                                                | Qual. Mondiali 2018                                                     | 1                                                                       |                                                                         |
| 13-10-2015                                                              | Teheran                                                                 | Iran                                                                    | 1 – 1                                                                   | Giappone                                                                | Amichevole                                                              | -                                                                       | 65’                                                                     |
| 12-11-2015                                                              | Singapore                                                               | Singapore                                                               | 0 – 3                                                                   | Giappone                                                                | Qual. Mondiali 2018                                                     | 1                                                                       | 82’                                                                     |
| 17-11-2015                                                              | Phnom Penh                                                              | Cambogia                                                                | 0 – 2                                                                   | Giappone                                                                | Qual. Mondiali 2018                                                     | 1                                                                       | 62’                                                                     |
| 29-3-2016                                                               | Saitama                                                                 | Giappone                                                                | 5 – 0                                                                   | Siria                                                                   | Qual. Mondiali 2018                                                     | 1                                                                       |                                                                         |
| 1-9-2016                                                                | Saitama                                                                 | Giappone                                                                | 1 – 2                                                                   | Emirati Arabi Uniti                                                     | Qual. Mondiali 2018                                                     | 1                                                                       |                                                                         |
| 6-9-2016                                                                | Bangkok                                                                 | Thailandia                                                              | 0 – 2                                                                   | Giappone                                                                | Qual. Mondiali 2018                                                     | -                                                                       | 86’                                                                     |
| 6-10-2016                                                               | Saitama                                                                 | Giappone                                                                | 2 – 1                                                                   | Iraq                                                                    | Qual. Mondiali 2018                                                     | -                                                                       | 81’                                                                     |
| 11-10-2016                                                              | Melbourne                                                               | Australia                                                               | 1 – 1                                                                   | Giappone                                                                | Qual. Mondiali 2018                                                     | -                                                                       | 84’                                                                     |
| 11-11-2016                                                              | Kashima                                                                 | Giappone                                                                | 4 – 0                                                                   | Oman                                                                    | Amichevole                                                              | -                                                                       | cap. 60’                                                                |
| 15-11-2016                                                              | Tokyo                                                                   | Giappone                                                                | 2 – 1                                                                   | Arabia Saudita                                                          | Qual. Mondiali 2018                                                     | -                                                                       | 46’                                                                     |
| 23-3-2017                                                               | Al Ain                                                                  | Emirati Arabi Uniti                                                     | 0 – 2                                                                   | Giappone                                                                | Qual. Mondiali 2018                                                     | -                                                                       | 78’                                                                     |
| 28-3-2017                                                               | Saitama                                                                 | Giappone                                                                | 4 – 0                                                                   | Thailandia                                                              | Qual. Mondiali 2018                                                     | -                                                                       | 66’                                                                     |
| 7-6-2017                                                                | Chōfu                                                                   | Giappone                                                                | 1 – 1                                                                   | Siria                                                                   | Amichevole                                                              | -                                                                       | 46’                                                                     |
| 13-6-2017                                                               | Teheran                                                                 | Iraq                                                                    | 1 – 1                                                                   | Giappone                                                                | Qual. Mondiali 2018                                                     | -                                                                       | cap.                                                                    |
| 5-9-2017                                                                | Gedda                                                                   | Arabia Saudita                                                          | 1 – 0                                                                   | Giappone                                                                | Qual. Mondiali 2018                                                     | -                                                                       | cap. 46’                                                                |
| 23-3-2018                                                               | Liegi                                                                   | Giappone                                                                | 1 – 1                                                                   | Mali                                                                    | Amichevole                                                              | -                                                                       | 70’                                                                     |
| 27-3-2018                                                               | Liegi                                                                   | Giappone                                                                | 1 – 2                                                                   | Ucraina                                                                 | Amichevole                                                              | -                                                                       | 65’                                                                     |
| 30-5-2018                                                               | Yokohama                                                                | Giappone                                                                | 0 – 2                                                                   | Ghana                                                                   | Amichevole                                                              | -                                                                       | 59’                                                                     |
| 8-6-2018                                                                | Lugano                                                                  | Svizzera                                                                | 2 – 0                                                                   | Giappone                                                                | Amichevole                                                              | -                                                                       | 76’                                                                     |
| 19-6-2018                                                               | Saransk                                                                 | Colombia                                                                | 1 – 2                                                                   | Giappone                                                                | Mondiali 2018 - 1º turno                                                | -                                                                       | 70’                                                                     |
| 24-6-2018                                                               | Ekaterinburg                                                            | Giappone                                                                | 2 – 2                                                                   | Senegal                                                                 | Mondiali 2018 - 1º turno                                                | 1                                                                       | 72’                                                                     |
| 2-7-2018                                                                | Rostov sul Don                                                          | Belgio                                                                  | 3 – 2                                                                   | Giappone                                                                | Mondiali 2018 - Ottavi di finale                                        | -                                                                       | 81’                                                                     |
| Totale                                                                  |                                                                         | Presenze (9º posto)                                                     | 98                                                                      |                                                                         | Reti (4º posto)                                                         | 37                                                                      |                                                                         |

| Cronologia completa delle presenze e delle reti in nazionale ― Giappone Olimpica | Cronologia completa delle presenze e delle reti in nazionale ― Giappone Olimpica | Cronologia completa delle presenze e delle reti in nazionale ― Giappone Olimpica | Cronologia completa delle presenze e delle reti in nazionale ― Giappone Olimpica | Cronologia completa delle presenze e delle reti in nazionale ― Giappone Olimpica | Cronologia completa delle presenze e delle reti in nazionale ― Giappone Olimpica | Cronologia completa delle presenze e delle reti in nazionale ― Giappone Olimpica | Cronologia completa delle presenze e delle reti in nazionale ― Giappone Olimpica |
| Data                                                                             | Città                                                                            | In casa                                                                          | Risultato                                                                        | Ospiti                                                                           | Competizione                                                                     | Reti                                                                             | Note                                                                             |
| -------------------------------------------------------------------------------- | -------------------------------------------------------------------------------- | -------------------------------------------------------------------------------- | -------------------------------------------------------------------------------- | -------------------------------------------------------------------------------- | -------------------------------------------------------------------------------- | -------------------------------------------------------------------------------- | -------------------------------------------------------------------------------- |
| 7-8-2008                                                                         | Tientsin                                                                         | Giappone                                                                         | 0 – 1                                                                            | Stati Uniti                                                                      | Olimpiadi 2008 - 1º turno                                                        | -                                                                                | 73’                                                                              |
| 10-8-2008                                                                        | Tientsin                                                                         | Nigeria                                                                          | 2 – 1                                                                            | Giappone                                                                         | Olimpiadi 2008 - 1º turno                                                        | -                                                                                |                                                                                  |
| 13-8-2008                                                                        | Shenyang                                                                         | Paesi Bassi                                                                      | 1 – 0                                                                            | Giappone                                                                         | Olimpiadi 2008 - 1º turno                                                        | -                                                                                | 80’                                                                              |
| Totale                                                                           |                                                                                  | Presenze                                                                         | 3                                                                                |                                                                                  | Reti                                                                             | 0                                                                                |                                                                                  |

## Palmarès

### Giocatore

#### Club
- Eerste Divisie: 1

VVV-Venlo: 2008-2009
- Coppa di Russia: 2

CSKA Mosca: 2010-2011, 2012-2013
- Campionato russo: 2

CSKA Mosca: 2012-2013, 2013-2014
- Supercoppa di Russia: 1

CSKA Mosca: 2013
- Supercoppa italiana: 1

Milan: 2016
- Campionato azero: 1

Neftçi Baku: 2020-2021
- Bhutan Premier League: 1

Paro: 2024

#### Nazionale
- Coppa d'Asia: 1

2011

#### Individuale
- Miglior Calciatore Asiatico: 1

2013
- Miglior giocatore della Eerste Divisie: 1

2008-2009
- Miglior giocatore della Coppa d'Asia: 1

2011
- Squadra maschile AFC del decennio 2011-2020 IFFHS: 1

2020